# Lijst van leden van de Kantonsraad van Zwitserland uit het kanton Basel-Landschaft

Vlag van Basel-Landschaft.

Dit artikel bevat een lijst van leden van de Kantonsraad van Zwitserland uit het kanton Basel-Landschaft.
Basel-Landschaft is een van de kantons die slechts één vertegenwoordiger hebben in de Kantonsraad.

## Lijst
| Naam                    | Partij/fractie | Ambtsperiode | Geboren | Overleden |
| ----------------------- | -------------- | ------------ | ------- | --------- |
| Stephan Gutzwiller      | radicalen      | 1848-1851    | 1802    | 1875      |
| Eugen Madeux            | radicalen      | 1851-1854    | 1810    | 1886      |
| August Gysin            | radicalen      | 1855-1856    | 1816    | 1876      |
| Rudolf Riggenbach       | radicalen      | 1856-1861    | 1822    | 1896      |
| Emil Remigius Frey      | radicalen      | 1864-1867    | 1803    | 1889      |
| Emanuel Löw             | radicalen      | 1868-1869    | 1834    | 1908      |
| Martin Birmann          | radicalen      | 1869-1890    | 1828    | 1890      |
| Johann Jakob Stutz      | FDP/PLR        | 1890-1913    | 1842    | 1913      |
| Jakob Buser             | FDP/PLR        | 1913-1914    | 1847    | 1914      |
| Gustav Johann Schneider | FDP/PLR        | 1914-1932    | 1868    | 1932      |
| Emil Rudin              | FDP/PLR        | 1932-1935    | 1886    | 1946      |
| Walter Schaub           | SP/PS          | 1935-1947    | 1885    | 1957      |
| Paul Brodbeck           | FDP/PLR        | 1947-1955    | 1890    | 1959      |
| Emil Müller             | SP/PS          | 1955-1967    | 1893    | 1974      |
| Werner Jauslin          | FDP/PLR        | 1967-1979    | 1924    | 2015      |
| Eduard Belser           | SP/PS          | 1979-1987    | 1942    |           |
| René Rhinow             | FDP/PLR        | 1987-1999    | 1942    |           |
| Hans Fünfschilling      | FDP/PLR        | 1999-2007    | 1940    |           |
| Claude Janiak           | SP/PS          | 2007-2019    | 1948    |           |
| Maya Graf               | GPS/PES        | 2019-        | 1962    |           |

Afkortingen
- FDP/PLR: Vrijzinnig-Democratische Partij.De Liberalen, voordien Vrijzinnig-Democratische Partij
- GPS/PES: Groene Partij van Zwitserland
- SP/PS: Sociaaldemocratische Partij van Zwitserland

Bondsraad
Lijst van leden van de Zwitserse Bondsraad · 
Lijst van bondspresidenten van Zwitserland
Nationale Raad
Aargau · 
Appenzell Ausserrhoden · 
Appenzell Innerrhoden · 
Basel-Landschaft · 
Basel-Stadt · 
Bern · 
Fribourg · 
Genève · 
Glarus · 
Graubünden · 
Jura

Luzern · 
Neuchâtel · 
Nidwalden · 
Obwalden · 
Sankt Gallen · 
Schaffhausen · 
Schwyz · 
Solothurn · 
Thurgau · 
Ticino · 
Uri · 
Vaud · 
Wallis · 
Zug · 
Zürich
1983-1987 · 
1987-1991 · 
1991-1995 · 
1995-1999 · 
1999-2003 · 
2003-2007 · 
2007-2011 · 
2011-2015 · 
2015-2019 · 
2019-2023 · 
2023-2027
Voorzitters
Kantonsraad
Aargau · 
Appenzell Ausserrhoden · 
Appenzell Innerrhoden · 
Basel-Landschaft · 
Basel-Stadt · 
Bern · 
Fribourg · 
Genève · 
Glarus · 
Graubünden · 
Jura

Luzern · 
Neuchâtel · 
Nidwalden · 
Obwalden · 
Sankt Gallen · 
Schaffhausen · 
Schwyz · 
Solothurn · 
Thurgau · 
Ticino · 
Uri · 
Vaud · 
Wallis · 
Zug · 
Zürich
1983-1987 · 
1987-1991 · 
1991-1995 · 
1995-1999 · 
1999-2003 · 
2003-2007 · 
2007-2011 · 
2011-2015 · 
2015-2019 · 
2019-2023 · 
2023-2027
Voorzitters